# Ботановське сільське поселення
Бота́новське сільське поселення (рос. Ботановское сельское поселение) — сільське поселення у складі Міжріченського району Вологодської області Росії.
Адміністративний центр — присілок Ігумницево.

## Населення
Населення сільського поселення становить 593 особи (2019; 687 у 2010, 824 у 2002).

## Історія
Станом на 1999 рік існували Ботановська сільська рада (27 населених пунктів) та Хожаєвська сільська рада (18 населених пунктів).
2001 року ліквідовано присілок Аверково Ботановської сільради.
Станом на 2002 рік існували Ботановська сільрада (село Ботаново, присілки Брунчаково, Гаврилищево, Гузарево, Дяконово, Єршово, Ігумницево, Карповське, Кузьминське, Лаврентьєво, Марково, Новоселково, Огнево, Одомцино, Пазухино, Протасово, Пустошново, Саранцино, Сватілово, Слов'янка, Стромілово, Ушаково, Феднево, Шетенево, Шингарські Ісади, Шихово) та Хожаєвська сільрада (села Єгор'є, Іваньково, присілки Алексієво, Гаврилково, Дор, Єкимково, Ковригино, Личево, Милославль, Наместово, Пестиково, Плюсніно, Ряпалово, Сальково, Федотеєво, Хожаєво, Шабалін Починок, Юмбалово).
2006 року сільради перетворені в сільські поселення. 9 квітня 2009 року ліквідовано Хожаєвське сільське поселення, його територія увійшла до складу Ботановського сільського поселення. 2020 року ліквідовано присілки Сальково, Стромілово, Шабалін Починок та Юмбалово.

## Склад
До складу сільського поселення входять:
| Населений пункт            | Населення, осіб (2002) | Населення, осіб (2010) |
| -------------------------- | ---------------------- | ---------------------- |
| Алексієво, присілок        | 65                     | 59                     |
| Ботаново, село             | 0                      | 0                      |
| Брунчаково, присілок       | 7                      | 6                      |
| Гаврилищево, присілок      | 0                      | 0                      |
| Гаврилково, присілок       | 109                    | 90                     |
| Гузарево, присілок         | 0                      | 0                      |
| Дор, присілок              | 0                      | 0                      |
| Дяконово, присілок         | 11                     | 7                      |
| Єгор'є, село               | 4                      | 0                      |
| Єкимково, присілок         | 1                      | 1                      |
| Єршово, присілок           | 4                      | 3                      |
| Іваньково, село            | 2                      | 0                      |
| Ігумницево, присілок       | 415                    | 386                    |
| Карповське, присілок       | 14                     | 13                     |
| Ковригино, присілок        | 0                      | 0                      |
| Кузьминське, присілок      | 1                      | 1                      |
| Лаврентьєво, присілок      | 20                     | 12                     |
| Личево, присілок           | 0                      | 0                      |
| Марково, присілок          | 4                      | 7                      |
| Милославль, присілок       | 0                      | 0                      |
| Наместово, присілок        | 52                     | 30                     |
| Новоселка, присілок        | 1                      | 0                      |
| Огньово, присілок          | 15                     | 9                      |
| Одомцино, присілок         | 11                     | 7                      |
| Пазухино, присілок         | 4                      | 2                      |
| Пестиково, присілок        | 2                      | 0                      |
| Плюсніно, присілок         | 11                     | 6                      |
| Протасово, присілок        | 30                     | 23                     |
| Пустошново, присілок       | 7                      | 5                      |
| Ряпалово, присілок         | 3                      | 2                      |
| Сальково, присілок         | 0                      | 0                      |
| Саранцино, присілок        | 8                      | 2                      |
| Сватілово, присілок        | 4                      | 3                      |
| Слов'янка, присілок        | 0                      | 1                      |
| Стромілово, присілок       | 0                      | 0                      |
| Ушаково, присілок          | 3                      | 9                      |
| Феднево, присілок          | 0                      | 0                      |
| Федотеєво, присілок        | 1                      | 0                      |
| Хожаєво, присілок          | 2                      | 0                      |
| Шабалін Починок, присілок  | 0                      | 0                      |
| Шетеньово, присілок        | 8                      | 0                      |
| Шингарські Ісади, присілок | 2                      | 2                      |
| Шихово, присілок           | 3                      | 1                      |
| Юмбалово, присілок         | 0                      | 0                      |